# Napoléonides

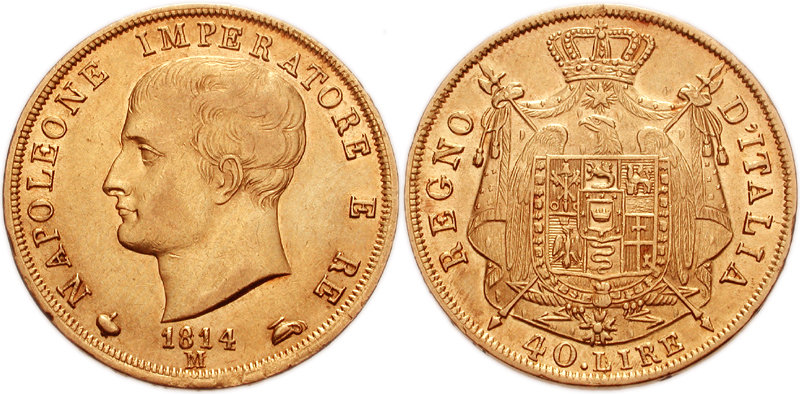
Pièce en or de 40 lires du royaume d’Italie avec le buste de Napoléon, frappée à Milan en 1814, recto/verso, gravure de Luigi Manfredini.

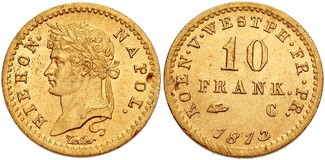
Pièce en or de 10 franken de Westphalie frappée en 1813 avec le buste de Jérôme Bonaparte.

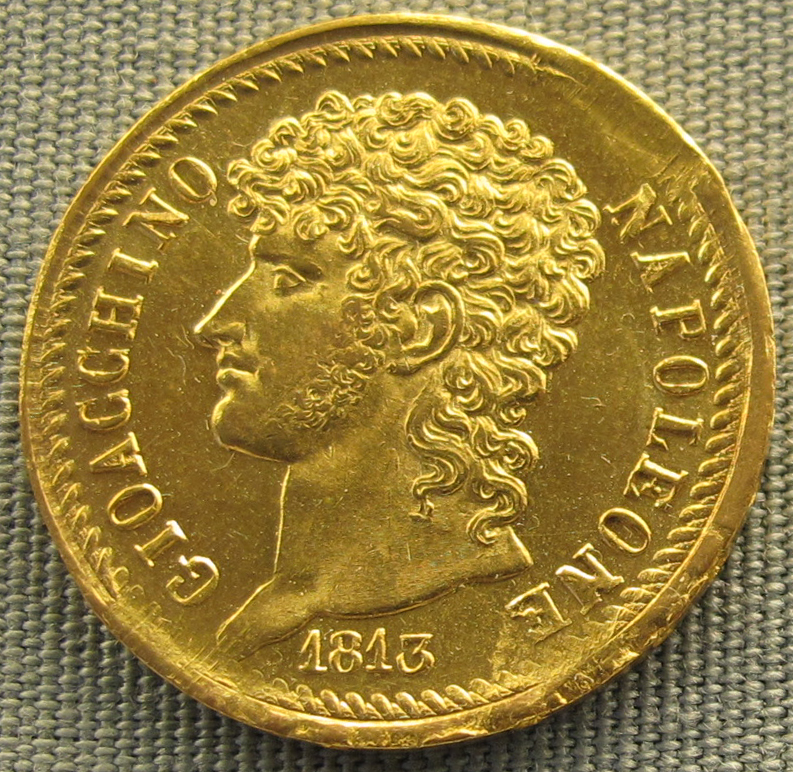
Pièce de 40 lires des Deux-Siciles frappée en 1813 avec le buste de Joachim Murat.

Les napoléonides sont des pièces de monnaie frappées à l'effigie de Napoléon Ier et des membres de sa famille. 
Les napoléonides comprennent le franc français (Napoléon), la  lire du royaume d’Italie (Napoléon), la lire des Deux-Siciles (Joseph Bonaparte puis Joachim Murat), le franc du royaume de Westphalie (Jérôme Bonaparte), le franc de la principauté de Lucques et Piombino (Élisa Bonaparte), le réal espagnol (Joseph) et la lire de Parme (Marie-Louise). 
La Révolution française, après avoir dans un premier temps utilisé le système duodécimal en vigueur depuis des siècles, décide d'en changer pour le système décimal, en même temps qu'une nouvelle unité de compte, le franc.
Les premières monnaies de 1/4 de franc, 1/2 franc, 1 franc, 2 francs, 20 francs et 40 francs, à l'effigie de Bonaparte premier Consul, sont frappées à partir de l'An XI et XII de la République.
Les guerres napoléoniennes vont répandre, de gré ou de force, ce nouveau système à travers toute l'Europe, car l'Empereur n'hésite pas à l'imposer à tous les États qu'il occupe, pour créer une première unité monétaire européenne.
Les espèces ainsi émises, dites « napoléonides », portent soit des portraits de l'Empereur, soit ceux de ses proches Jérôme Bonaparte en Westphalie, Joseph Bonaparte en Espagne, Joachim Murat à Naples...
L'introduction du nouveau système monétaire fut très mal ressentie en Westphalie.
La population locale très attachée à ses monnaies même disparates et plus compliquées (thaler, groschen ou gros denier tournois) éprouvait une aversion bien compréhensible envers un numéraire étranger et de ce fait, n'était guère disposée à accepter un nouveau système monétaire imposé par la force.
Le rejet fut tel que, même Napoléon n'osa pas imposer le système français à l'Espagne, à Barcelone, aux provinces Illyriennes, ainsi qu'aux territoires d'Allemagne du Nord trop habitués aux monnaies de Hambourg.
Cette tentative d'union monétaire finit par avorter.
Après la chute de l'Empereur et le démembrement de l'Empire, le système décimal resta en place et continua à gagner du terrain en Europe. Il sera mis en place par le duché de Parme (1815), le royaume de Piémont-Sardaigne (1816), la Belgique (1832), la Suisse (1850)...